# Rudi von der Dovenmühle
 (mai 2020).
Si vous disposez d'ouvrages ou d'articles de référence ou si vous connaissez des sites web de qualité traitant du thème abordé ici, merci de compléter l'article en donnant les références utiles à sa vérifiabilité et en les liant à la section « Notes et références ».
Rudi von der Dovenmühle (né le 19 septembre 1920 à Cologne, mort le 18 mars 2000 dans la même ville) est un compositeur de chansons de schlager allemand.

## Biographie
Enfant, il apprend le piano en autodidacte. Pendant la Seconde Guerre mondiale, il va au Danemark en tant qu'opérateur de radio, où il passe la plus grande partie de la guerre. Après la fin de la guerre, von der Dovenmühle se rend à Berlin, où il travaille d'abord comme pianiste dans des clubs, rencontre de nombreux soldats américains et, à travers eux, découvre de plus en plus le jazz. En 1951, avec sa femme Margot Böhm, il fonde le label Minerva Music à Berlin et rencontre le compositeur à succès Edmund Kötscher avec lequel il entame une collaboration.
Son premier succès est Die Perlentaucher von Santa Margerita de Fred Bertelmann sorti le 14 juin 1956. Rudi von der Dovenmühle rencontre le compositeur Nils Nobach qui devient un ami. En novembre 1957 sort Liechtensteiner Polka interprété par Will Glahé & His Orchestra ; Will Glahé chante des polkas depuis les années 1930. Comme pour la plupart des compositions suivantes, von der Dovenmühle se cache derrière le pseudonyme de Rudi Lindt. Le label Minerva et le couple déménagent à Cologne à la fin des années 1950.
Le 10 avril 1961, il écrit sous le nom de Vreneli pour Cliff Richard. Sa percée en tant que compositeur vient seulement en 1963, quand il écrit avec Nils Nobach pour Gitte Hænning son plus grand succès, Ich will 'nen Cowboy als Mann. Pour Nora Nova, il compose Man gewöhnt sich so schnell an das Schöne, la chanson représentant l'Allemagne (de l'Ouest) au Concours Eurovision de la chanson 1964. En juillet 1965, Blondes Haar am Paletot sort pour Dorthe (24e place des ventes), suivi de Sprich nicht drüber pour Wencke Myhre le même mois (5e place) ; des reprises comme par Helga Brauer ne sont pas sur des disques. À partir de 1966, Rudi von der Dovenmühle a une grande activité : il écrit pour Petula Clark, Pat Simon, Daisy Door, Thomas Fritsch, Peter Kraus...
Rudi von der Dovenmühle produit en 1970 Piccola Eva (Weine nicht, kleine Eva) pour les Communicatives en Italie puis des reprises de Liechtensteiner Polka par Tina York, Tony Marshall, Die Kirmesmusikanten. En 1988, The Pogues reprennent en allemand Fiesta.
Rudi von der Dovenmühle, qui n'a jamais eu la productivité des compositeurs populaires tels que Fred Jay, Kurt Feltz, Nils Nobach ou Heinz Gietz, se retire très tôt de l'industrie musicale. En 1975, il fonde les labels Popcorn, Melodia et Oasis qui sont des bides, puis il réduit ses activités. Le label Minerva est maintenant dirigé par sa fille Silke Volgmann.

## Source de la traduction
- (de) Cet article est partiellement ou en totalité issu de l’article de Wikipédia en allemand intitulé « Rudi von der Dovenmühle » (voir la liste des auteurs).